# Ove Arbo Høeg
Ove Fredrik Arbo Høeg, född 25 november 1898 i Larvik, död 7 juli 1993 i Oslo, var en norsk botaniker.
Ove Arbo Høeg blev filosofie doktor i Oslo 1942 och professor där 1946. Høeg var den förste i Norge som undersökte prekvartära växtfossil. Han gjorde forskningsresor till Spetsbergen och till Syd- och Centralafrika. Han utgav Bøken i Norge (i Tidsskrift for skogbruk, 1924), Planteanatomi (1936), The Downtonian and Devonian flora of Spitsbergen (1942), undersökningar över fossila alger i Norges silur och den fossila floran i Vestlandets devon med flera paleobotaniska arbeten, utredningar av norska lavgrupper och blombiologiska iakttagelser från Spetsbergen samt gjorde omfattande uppteckningar över norska växtnamn.